# Von den Gleichnissen
Von den Gleichnissen ist ein kurzes parabelhaftes Prosawerk von Franz Kafka, das das Wesen der Gleichnisse behandelt und im Herbst 1922 entstand. Erstmals veröffentlichten die Herausgeber Max Brod und Hans-Joachim Schoeps das Werk 1931 in der Textsammlung Beim Bau der Chinesischen Mauer und gaben ihm den Titel.

## Der Text der Parabel
Von den Gleichnissen
Viele beklagten sich, daß die Worte der Weisen immer wieder nur Gleichnisse seien, aber unverwendbar im täglichen Leben, und nur dieses allein haben wir. Wenn der Weise sagt: „Gehe hinüber“, so meint er nicht, daß man auf die andere Seite hinübergehen solle, was man immerhin noch leisten könnte, wenn das Ergebnis des Weges wert wäre, sondern er meint irgendein sagenhaftes Drüben, etwas, das wir nicht kennen, das auch von ihm nicht näher zu bezeichnen ist und das uns also hier gar nichts helfen kann. Alle diese Gleichnisse wollen eigentlich nur sagen, daß das Unfaßbare unfaßbar ist, und das haben wir gewußt. Aber das, womit wir uns jeden Tag abmühen, sind andere Dinge.
Darauf sagte einer: „Warum wehrt ihr euch? Würdet ihr den Gleichnissen folgen, dann wäret ihr selbst Gleichnisse geworden und damit schon der täglichen Mühe frei.“
Ein anderer sagte: „Ich wette, daß auch das ein Gleichnis ist.“
Der erste sagte: „Du hast gewonnen.“
Der zweite sagte: „Aber leider nur im Gleichnis.“
Der erste sagte: „Nein, in Wirklichkeit; im Gleichnis hast du verloren.“

## Entstehung
Max Brod passte bei der Überarbeitung einerseits das Tempus im ersten Satz an („beklagten“ ändert er ab zu „beklagen“). Andererseits gaben Brod und Schoeps dem Prosastück den Titel.

## Inhalt
Der Kurztext thematisiert das Wesen der Gleichnisse. „Zuerst ein Bericht über eine von vielen vorgebrachte Klage wegen der Nicht-Anwendbarkeit von ‚Gleichnissen’ – dann ein kurzer Dialog über die Berechtigung dieser Klage.“
Nach Ansicht einer nicht näher beschriebenen Gruppe („viele“) sind Gleichnisse für das alltägliche Leben der Menschen nicht geeignet, weil sie sich mit der Unfassbarkeit des Jenseits beschäftigen, während die Menschen nur mit dem Diesseits zu kämpfen haben. Die Unsinnigkeit der Gleichnisrede wird an einem Beispiel konkretisiert: Wenn die Weisen im Gleichnis dazu auffordern, „hinüberzugehen“, sei damit eben nicht ein Ziel im Diesseits gemeint, sondern das Jenseits, die Transzendenz (lat. transcedere = hinübergehen). Damit sei die gleichnishafte Aufforderung eigentlich eine Unmöglichkeit. Diese sage nur aus, dass das Transzendente für die Menschen unerreichbar sei – was aber eine Binsenwahrheit darstelle.
In einem kurzen Dialog zweier Gesprächspartner wird diese Problematik ebenso illustriert wie ad absurdum geführt. Ein Vertreter der Transzendenz („einer“ bzw. „der erste“) steht darin einem Vertreter der Immanenz („der andere“ bzw. „der zweite“) gegenüber. Die beiden sind sich darin einig, dass Menschen, die den Gleichnissen zu folgen vermögen, selber zu einem Gleichnis würden, und dass dieser Vorgang der Gleichniswerdung wiederum selber ein Gleichnis sei. In einem Wortspiel wird danach erörtert, ob jemand, der das erkannt hat, „im Gleichnis“ oder „in Wirklichkeit“ gewonnen habe. Die Frage wird dahingehend beantwortet, dass die Erkenntnis nur für das Diesseits gilt, während sie für die Durchdringung des Jenseits vergeblich ist.

## Form
Der Text ist ein typisches Beispiel für Kafkas „Abbreviatur-Stil“. Im ersten Teil liegt ein auktoriales Erzählverhalten vor, das im hypotaktischen Redebericht die Meinung der „Vielen“ wiedergibt. Der zweite Teil wird dominiert vom neutralen Erzählverhalten, das den parataktischen Dialog der beiden Gesprächspartner szenisch darstellt.
Der Text in der von Brod überlieferten Form ist von einem auffälligen Tempuswechsel gekennzeichnet: Steht der erste Teil im Präsens („Viele beklagen sich“), ist der zweite Teil im Präteritum gehalten. Dieser Tempuswechsel ist auf den Herausgeber Max Brod zurückzuführen, der die Verbform „beklagten“ verändert hat in „beklagen“.
Es handelt sich um „eine Parabel über Parabeln“, ein Meta-Gleichnis. Von den Gleichnissen übernimmt der Text die Struktur der einigermaßen konkreten Situation, anhand derer eine Weisheit dargelegt wird. Dies geschieht dialogisch in Form eines Streitgespräches zwischen einem Eingeweihten und einem Uneingeweihten. Auch die Schlusspointe, in der der Dialog gipfelt, ist typisch für das Gleichnis. Die Lehre, die sich aus dem Gleichnis ziehen lässt, bleibt jedoch im Dunkeln.

## Deutungsaspekte
In der Literatur herrscht Uneinigkeit darüber, ob die Gleichnisse im Text autoreferentiell als „Chiffre für Kafkas eigenes Werk“ verstanden werden können, ob sie also ein „thematisches Rezept zum Verständnis Kafkascher Parabeln“ darstellen. Emrich beantwortet diese Frage positiv und sieht in der Parabel „die rettende Funktion der Gleichniswelt Kafkas“ thematisiert. Demgegenüber betont Allemann, dass es sich bei der vermeintlichen Handlungsanweisung um „schlechthin diabolische Ironie“ (5) handelt, indem die lockende Transzendenz nur einen „gedankliche[n] circulus vitiosus“ in Gang setzt, aus dem es kein Entrinnen gibt. Der Text gebe nur vor, so Allemann, das Wesen der Gleichnisse zu erklären. In Wahrheit sei die Bewegung des Textes so geartet, dass er uns „systematisch den Boden“, den er herstellt, „wieder unter den Füßen wegzieht“. Insofern kann er als „reines Paradigma der Kafkaschen Dichtung“ aufgefasst werden, die sich in ihrer Bedeutsamkeit immer wieder entzieht und selber dekonstruiert.
Eine vereinfachte Deutung des Werkes besteht darin, in den angesprochenen Gleichnissen das Unfassbare, Spirituelle, Übersinnliche dargestellt zu sehen. Diese scheinen im wahren Leben nichts zu bringen; wenn man allerdings an dieses Übersinnliche glaubt, lässt einen das auch die Sorgen des Alltags vergessen. Die in Form einer Wette vorgebrachte Behauptung des „anderen“, dass dies auch ein Gleichnis sei, ist nach Ansicht des „ersten“ richtig. Als „der zweite“ anmerkt, er habe „nur im Gleichnis“ gewonnen, verlässt er die übersinnliche Ebene und erhält prompt die Antwort, auf dieser Ebene verloren zu haben.

## Bezug zu anderen Kafka-Werken
„Von den Gleichnissen“ weist zahlreiche Parallelen zur „Kleinen Fabel“ auf. So wird in beiden die Ausweglosigkeit thematisiert: Gleichnisse kann man nicht fassen – wenn man kurz davor ist, entschwinden sie wieder. Außerdem ist der Rat der Katze („Du musst nur die Laufrichtung ändern“) eine Art Gleichnis, deren Lehre der Maus aber nichts mehr nützt, weil sie sie mit in den Tod nimmt. So ist auch der Sieg des „anderen“ in der Wette ein Pyrrhussieg.
Peter Höfle verweist außerdem auf die Kurzgeschichte „Auf der Galerie“, in der Kafka dieselbe Technik verwendet. In beiden Kurztexten drückt sich der Erzähler zunächst allgemein aus („Viele beklagten sich“ – „Wenn irgendeine …“), um das Geschehen plötzlich in einer konkreten Situation darzustellen, die dann wieder auf das Allgemeine zurückgeführt wird.
Zudem erwähnt Höfle eine Beziehung zu „Vor dem Gesetz“, wo das Gesetz als „Drüben“  dargestellt wird. Dieses sagenhafte „Drüben“ gibt es auch in „Jäger Gracchus“, „Der Landarzt“ und „Das Schweigen der Sirenen“. Bei letzterem gibt es ebenfalls eine unbegreifliche Wendung am Ende des Textes.

## Zitat
„Alle diese Gleichnisse wollen eigentlich nur sagen, dass das Unfassbare unfassbar ist, und das haben wir gewusst. Aber das, womit wir uns jeden Tag abmühen, sind andere Dinge.“

## Textausgaben
Es existiert eine handschriftliche Überlieferung im sogenannten „Ehepaar-Heft“ aus dem Jahre 1922.

Franz Kafka: Das Urteil und andere Erzählungen. Hg. v. Peter Höfle. Frankfurt a. M. 2003. S. 79.